# Guaraná Jesus

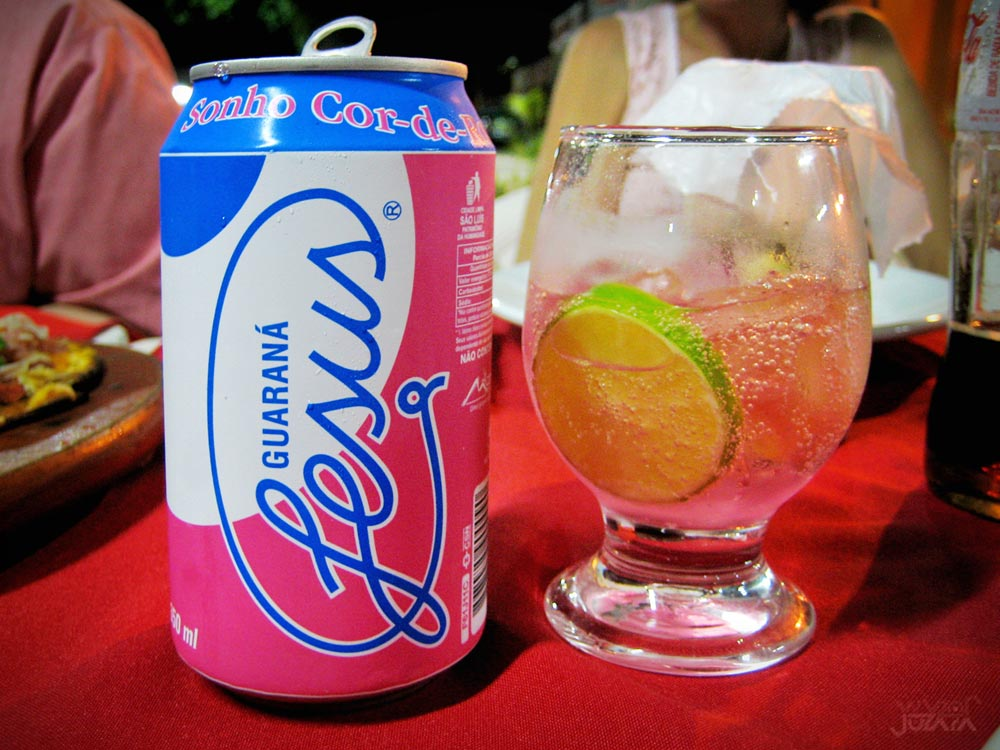
Guaraná Jesus on the Rocks mit Limettescheibe

Guaraná Jesus ist ein Erfrischungsgetränk, das von einem Abfüller von Coca-Cola in São Luís, der Hauptstadt des brasilianischen Bundesstaates Maranhão, produziert wird.
Das Getränk ist in der Region sehr beliebt und hat angeblich Coca-Cola überholt. Es wird aus Extrakten der Pflanze Guaraná hergestellt, die Koffein enthält (manchmal auch „Guaranin“ genannt) sowie Theophyllin und Theobromin. Das Getränk ist nach dem Apotheker Jesus Norberto Gomes benannt, der es im Jahr 1920 zusammenstellte. Es hat eine rosa Farbe, Zimt- und Nelken Aroma und ist sehr süß. Es wird mit dem Slogan „Der rosa Traum“ (O Sonho Cor-de-Rosa) vermarktet. Das Getränk wird seit 2006 als eine Marke der Coca-Cola Company 
vertrieben.